# Ibisi
Ibisi je naziv za oko 26 vrsta dugonogih močvarnih ptica koje čine vlastitu potporodicu - Threskiornithinae, unutar porodice - Threskiornithidae u redu Pelikanke.

## Karakteristike
Ibisi imaju tijelo dugo od 55 do 75 cm.Žive po svim toplim krajevima svijeta, osim po otocima Južnog Pacifika. Njihovo stanište su plitke lagune, jezera, uvale i močvare gdje vole gacati koristeći svoje vitke duge noge, u potrazi za malim ribama i mekušcima.Kad lete izduže vrat, a noge zabace potpuno otraga, naizmjence mašu krilima i jedre. Ibisi obično žive u velikim kolonijama, podižući nizove čvrstih gnijezda po niskom grmlju ili drveću, u koje polažu tri do pet jaja bijele boje, kojiput išarana sa smeđim mrljama.

## Najpoznatije vrste
- Blistavi ibis (Plegadis falcinellus) i njegov bliski rođak bijela lica Američki ibis (Plegadis chihi) imaju manje tijelo sa sjajnim tamnocrvenkastim perjem. U kolonijama žive po toplijim krajevima svijeta.[1]
- Smeđi ibis (Bostrychia hagedash) ili Afrički ibis, ima perje zelenkaste boje a poznat je po svom glasnom kreštanju.[1]
- Šareni ibis (Threskiornis spinicollis) živi isključivo u Australiji. Za razliku od svojih ostalih srodnika, on se prilagodio uvjetima, pa ne živi samo uz vode, hrani se uglavnom skakavcima.[1]
- Ćelavi ibis (Geronticus eremita), je ugrožena vrsta, koja živi po Sjevernoj Africi i Bliskom istoku. Njegov kljun i koža na golome vratu su crvenkaste boje. Kolonije tih ptica nekoć su živjele po srednjoj i južnoj Europi, Siriji i Alžiru, od svih tih kolonija preživjele su samo one u Turskoj i Maroku.[1]
- Crvenolici ibis (Nipponia Nippon) ili Japanski ibis, ima potpuno bijelo perje s crvenim licem i nogama. On je ugrožena vrsta, na rubu izumiranja krajem 20. stoljeća.[1]
- Sveti ibis (Threskiornis aethiopicus), živi po južnoj Arabiji i Africi južno od Sahare, a nekad je živio i po Egiptu, u kojem je u vrijeme Drevnog Egipta bio sveta ptica. On je visok oko 75 cm, bijelog perja s crnim vratom, glavom, nogama i pjegom na stražnjici.[1]
- Ružičasti ibis (Eudocimus ruber) živi na sjeveru Južne Amerike, a Bijeli ibis (Eudocimus albus) po Srednjoj i Sjevernoj Americi.[1]

## Vanjske poveznice
- Ibis na portalu Encyclopædia Britannica (engl.)